# Eschivardo de Sarmenia
Eschivardo de Sarmenia (en francés: Eschivard de Sarménie, fallecido después de febrero de 1175) fue señor de Sarmenia y senescal del Principado de Antioquía.

## Biografía
Eschivardo fue señor de la fortaleza cruzada de Sarmenia (Sarmaniye – سرمانية), a 8 km al norte de Bourzey.
Entre 1149 y 1169 es mencionado como senescal del principado de Antioquía. En un documento de febrero de 1175, su último registro escrito, se lo menciona sin el título de senescal, que probablemente alguien más había asumido.
Gervasio de Sarmenia, que ocupó el cargo de senescal entre 1181 y 1199, fue probablemente su hijo.